# 艾蒂安·莫里斯·热拉尔
艾蒂安·莫里斯，热拉尔伯爵（法語：Étienne Maurice, comte Gérard，1773年4月4日—1852年4月17日），法国元帅，政治家，1773年4月4日生于默兹省的当维莱尔，1852年4月17日卒于巴黎。